# Dalguise

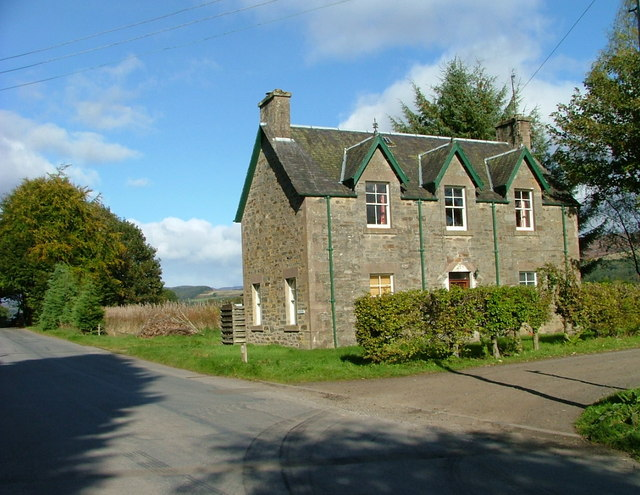
Einzelhaus im Ort

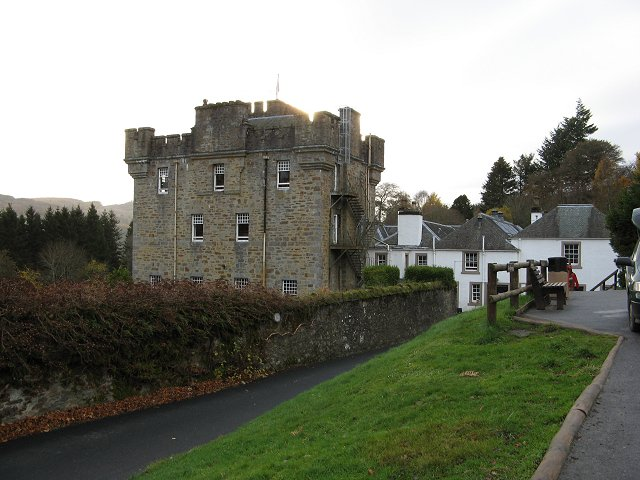
Dalguise House

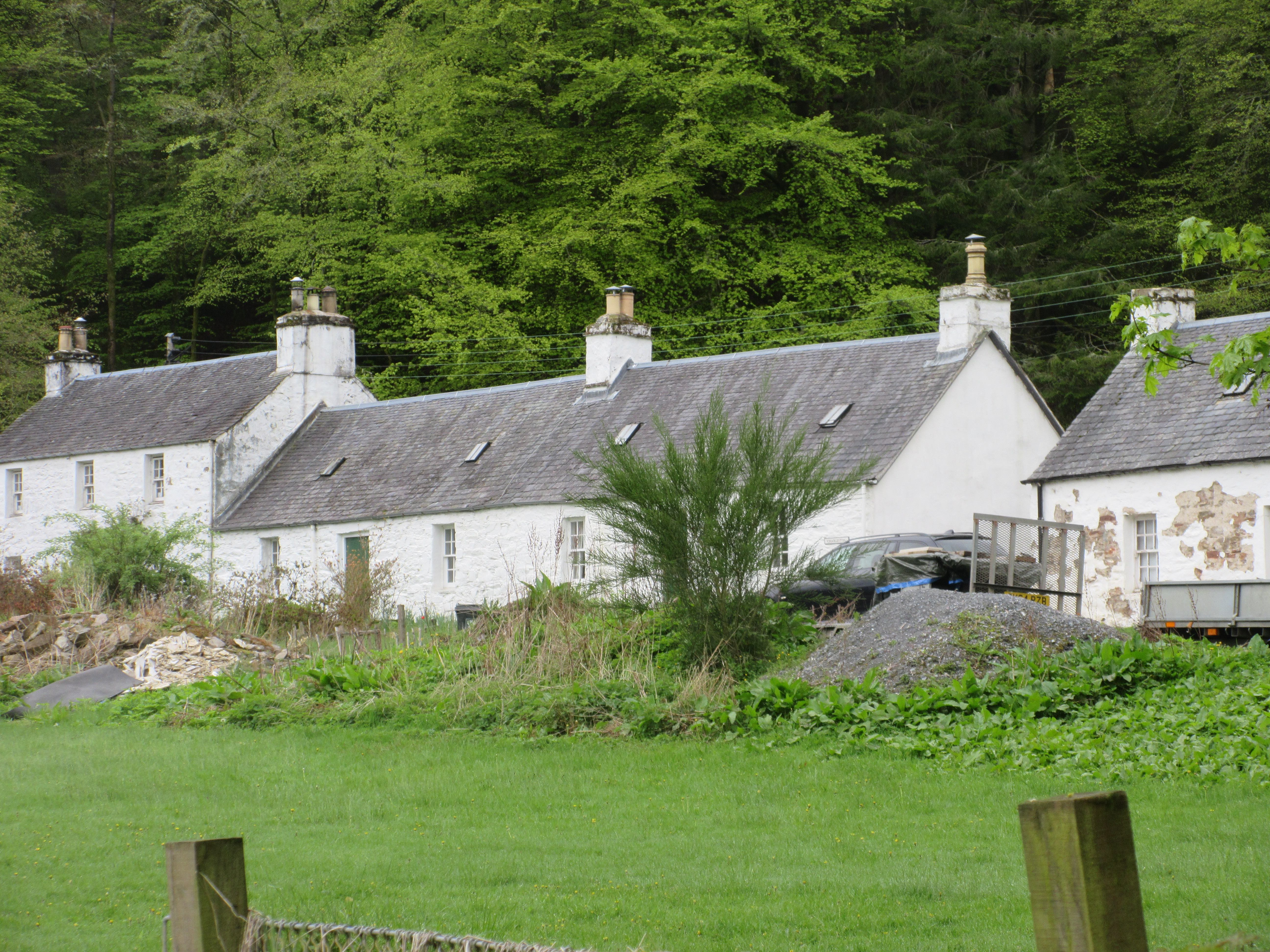
Häuserzeile in Dalguise

Dalguise ist eine kleine Ortschaft, die im Norden von Schottland zwischen Inverness im Norden und Perth im Südosten in der Council Area Perth and Kinross liegt. Im Rahmen der historischen Gliederung Schottlands in Civil Parishes zählt es zu Little Dunkeld, das zu Perthshire gehörte.

## Geographie
Dalguise liegt im Bereich des westlichen, rechten Ufers des Flusses Tay. Auf der ihm abgewandten Seite beginnt mit dem Tay Forest Park ein größeres Waldgebiet. Durch den Ort zieht sich als Hauptverkehrsstraße die B898 von Little Dunkeld nach Grandtully. Parallel zu ihr verläuft die Highland Main Line, an der Dalguise einen Bahnhof hatte, der aber geschlossen wurde.

## Historisches
Es gibt im und der unmittelbaren Nähe des Ortes fünf bauliche Objekte, die als Listed Building in unterschiedlichen Kategorien ausgewiesen sind und daher unter Denkmalschutz stehen. Es sind:
- die Kirche Dalguise Church[2]
- die Häuser von Charleston[3]
- das Anwesen Dalguise House[4] sowie dessen Stallungen[5]
- die Eisenbahnbrücke Dalguise Viaduct[6]